# Воронок (платформа)
Вороно́к (рос. Воронок) — зупинний пункт/пасажирська платформа хордової лінії Митищі — Фрязево Ярославського напрямку Московської залізниці. Розташований в місті Щолково Щолковського району Московської області. Воронок — головні «ворота» міста Щолково (сама станція Щолково знаходиться далеко від основних житлових районів, і пасажирів на ній менше).
Обладнана турнікетами. У 2008 році завершилася реконструкція обох платформ і будівництво пішохідного містка через колії.
Час руху від Москва-Пасажирська-Ярославська — близько години, від станції Фрязево — близько 55 хвилин.